# Líceum

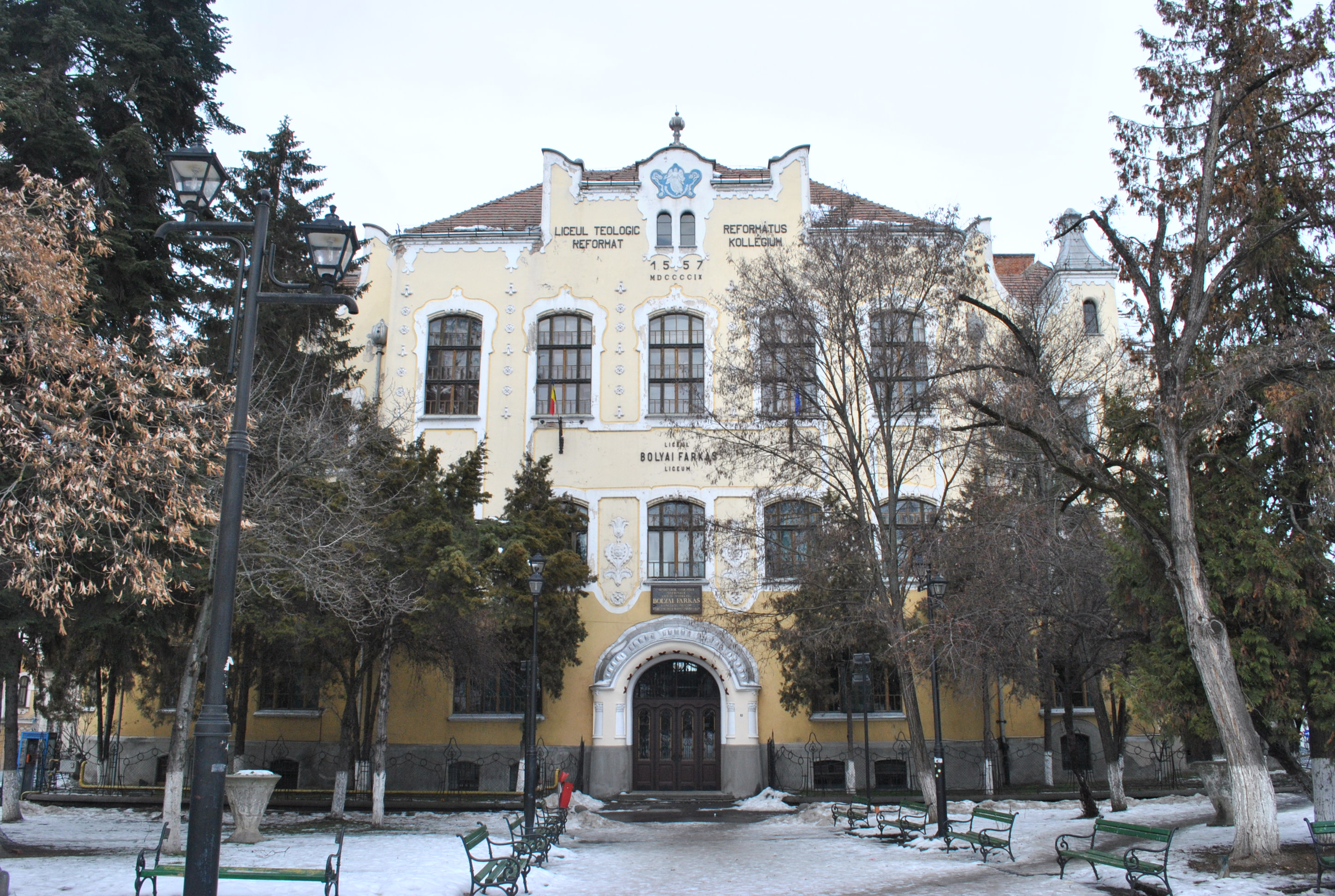
A marosvásárhelyi Bolyai Farkas Elméleti Líceumnak és a Református Kollégiumnak is otthont adó épület

A líceum (régebben lyceum) egy középfokú tanintézmény, lényegében a mai gimnáziumnak felel meg.

## Az ókorban
Arisztotelész által Kr. e. 335-ben alapított iskola. Görög neve: Lükeion vagy Lykeion. Nevét Apollón Lükeiosz ligetéről kapta, ahol működött. Arisztotelészt és tanítványait – a Lükeion látogatóit – peripatetikoszok megnevezéssel illették, mert a nagy filozófus állítólag séta közben tanított (peripatosz = sétálóhely). Néhány jellegzetessége (pl. a rendszeres viták megrendezése) a középkori egyetemeken élt tovább. A Lükeionban hatalmas könyvtár működött, amely mintául szolgált az alexandriai Muszeion és a pergamoni könyvtár számára.

## A modern korban
Jelenleg főleg az újlatin nyelvű országokban találkozhatunk a líceum elnevezéssel: Franciaországban és Belgiumban, Olaszországban (liceo), Lengyelországban (Liceum), Romániában (liceu). Ez utóbbi országban, számos magyar nyelven működő középfokú oktatási intézmény neve, és lényegében a magyarországi gimnáziumnak felel meg.

### Magyarországon
Líceumra példa a mai Magyarországon a Sopronban 1557-ben alapított Líceum, jelenlegi hivatalos nevén Berzsenyi Dániel Evangélikus Gimnázium (Líceum) és Kollégium .

### Erdélyben
- Erdélyben használatban maradt a kifejezés, a gimnázium szinonimája
- Példája a híres kolozsvári Báthory István Elméleti Líceum
- Líceumnak az elméleti képzést adó középiskolát nevezik, a szakközépiskola neve pedig szaklíceum.

## Külső hivatkozások
- A marosvásárhelyi Bolyai Farkas Elméleti Líceum története
- Berzsenyi Dániel Evangélikus Gimnázium